# Big Fish: A Novel of Mythic Proportions
Big Fish: A Novel of Mythic Proportions es una novela de 1998 escrita por Daniel Wallace. Fue adaptada al cine, titulada Big Fish, en 2003 por Tim Burton. Una adaptación musical protagonizada por Norbert Leo Butz se estrenó en Chicago en abril de 2013.

## Trama
Un joven (William Bloom), en el lecho de muerte de su padre (Edward Bloom), intenta reconciliar los recuerdos de su padre con la persona que realmente es. Mientras que siempre vio a su padre como un mentiroso irresponsable, llega a comprender las exageraciones de su padre.
El libro está escrito en una serie cronológica (aunque al principio no lo parezca) de cuentos fantásticos. A pesar de la narración en primera persona de la novela, no hay parte del tiempo presente del libro. Las diversas historias son el recuento de Will de los cuentos que Edward ha contado sobre su vida. Los capítulos de «My Father's Death Take» son William planeando en su cabeza su conversación final con su padre y cómo se desarrollará, de modo que cuando tenga lugar la conversación real, podrá llegar al fondo de la verdad y comprender a su padre.
El libro extrae elementos del poema épico la Odisea y Ulises de James Joyce.

## Personajes
- Edward Bloom - el protagonista. Edward es el centro de todas las historias que se cuentan; a través de estas historias, partes de su carácter se revelan a través de sus acciones, así como las personas con las que se encuentra y los lugares por los que pasa.
- William Bloom - hijo de Edward. William aparece en «Death Takes», mientras intenta extraer la verdad de su padre (solo para frustrarse aún más por su falta de seriedad).
- Jenny Hill - posee la última parte de Spectre. Estaba enamorada de Edward. Edward le dijo que volvería por ella, pero terminó enamorándose y casándose con Sandra.
- Dr. Bennett - era un médico de familia y un viejo amigo. Es un hombre muy viejo que ni siquiera puede estar de pie por mucho tiempo. Se ha dedicado a la medicina incluso antes de que naciera William y en ese momento se le pidió que se jubilara. Es emocional e intenta todo para asegurar la supervivencia de Edward.
- Sandra Kay Templeton - la esposa de Edward a quien conoce mientras está en Auburn. Don Price le pide a Sandra que se case con él antes de que Edward tenga la oportunidad de hacerlo, pero Sandra dice que quiere pensarlo, lo que le da a Edward la oportunidad de ganársela.
- Don Price - un estudiante universitario en Auburn. Edward tiene un encontronazo con Don por el ojo de cristal mágico de la anciana propietaria de la pensión en la que se aloja Edward. Don es el líder de un grupo de chicos que roba el ojo, y Edward engaña a Don para que le confíe el ojo y devolvérselo enseguida a la mujer. Don luego ve su futuro en los ojos de la mujer cuando Edward regresa para encontrarse con Don y los niños al día siguiente. Más tarde, Don y Edward tienen otro encuentro por su amor mutuo por Sandra Templeton que resulta en una pelea a puñetazos entre los dos. Edward gana tanto la pelea como el corazón de Sandra.